# سوزان لي (صحفية)
سوزان لي هي صحفية كندية، ولدت في 1 مايو 1985.